# Basi
Die Bundesarbeitsgemeinschaft für Sicherheit und Gesundheit bei der Arbeit (Basi) e. V. ist ein gemeinnütziger Verein, der seit 1962 besteht und aktuell ein Netzwerk von 86 Institutionen ist. Diese Institutionen, die auf dem Gebiet des Arbeits- und Gesundheitsschutzes tätig sind, arbeiten unter dem Dach der Basi auf freiwilliger Grundlage zusammen. Zu den Institutionen gehören Ministerien des Bundes und der Länder, staatliche Einrichtungen und Ämter, Sozialpartner, Unfall- und Krankenversicherungsträger, Hochschuleinrichtungen, Berufs- und Fachverbände.
Wichtigste Aufgabe der Basi ist die Netzwerkarbeit in den Politik- und Handlungsfeldern des Arbeits- und Gesundheitsschutzes und angrenzender Bereiche. Eine wichtige Rolle spielt dabei die Vorbereitung des Treffens der Fachszene auf der A+A-Messe (benannt nach dem traditionellen Ursprung Arbeitsschutz + Arbeitsmedizin), die alle zwei Jahre in Düsseldorf mit dem A+A-Kongress stattfindet. Die A+A ist die zentrale Gemeinschaftsveranstaltung für Sicherheit und Gesundheit bei der Arbeit in Deutschland mit europäischer Ausrichtung. Der Kongress wird von der Basi vorbereitet und realisiert. Sitz der Basi ist im Rheinland in Sankt Augustin im Hause der Deutschen Gesetzlichen Unfallversicherung (DGUV).